# Lasianthus oblongilobus
Lasianthus oblongilobus är en måreväxtart som beskrevs av Hua Zhu. Lasianthus oblongilobus ingår i släktet Lasianthus och familjen måreväxter.
Artens utbredningsområde är Vietnam. Inga underarter finns listade i Catalogue of Life.